# Листокрутка строкато-золотиста
Листокрутка строкато-золотиста (Archips xylosteana L.) — метелик з родини листокруток. Пошкоджує всі плодові культури, а також листяні лісові дерева й кущі. Шкодить переважно в степовій зоні України і в Криму, часто зустрічається в Лісостепу і Поліссі.

## Опис

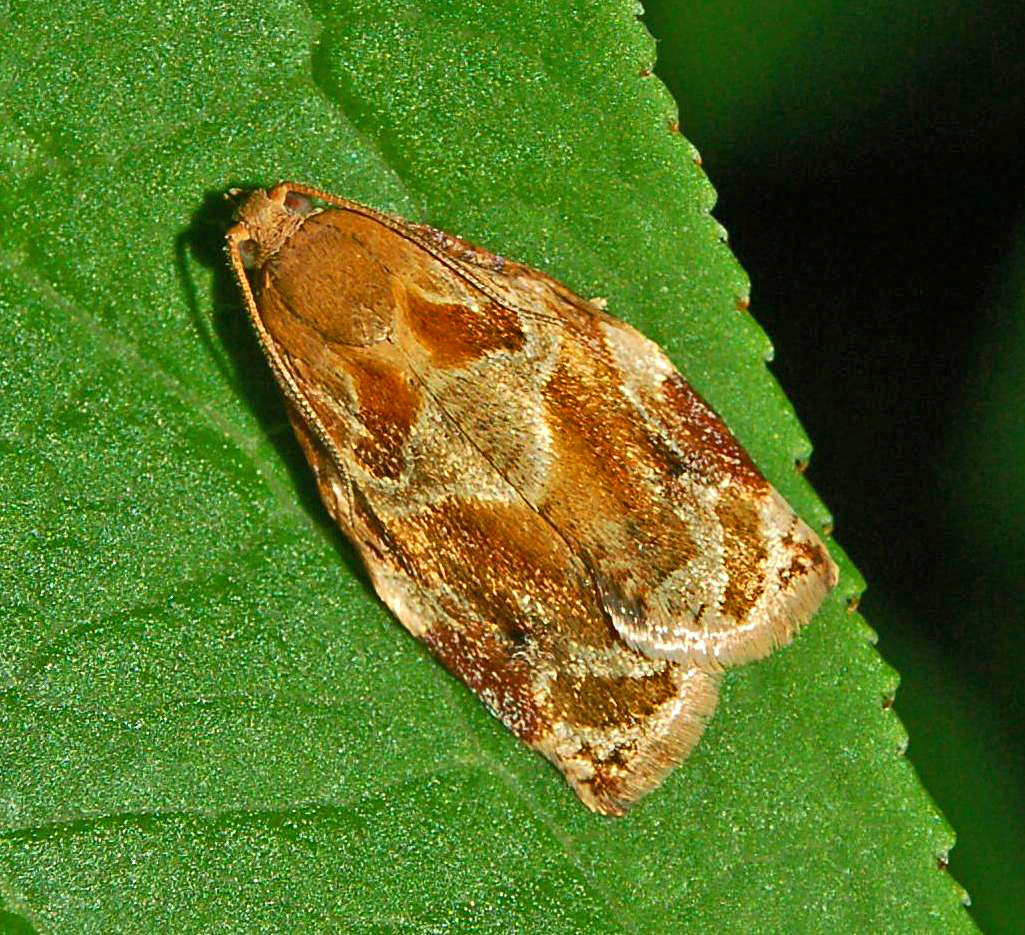

Дрібний метелик, розмах крил у самця 19-22 міліметрів, у самки — 22-24 міліметри. Передні крила з яскравим червоно-бурим малюнком, обмеженим світлими, майже сріблястими кривими лініями. Задні крила буруваті. Яйця відкладає у вигляді щитків, як і розанова листокрутка, але значно менших розмірів — в щитках до 60 яєць. Гусениці розміром і забарвленням дуже подібні до гусениць розанової листокрутки. Лялечка довжиною 11-12 міліметрів, темно-бурого кольору, черевце з темними поперечними смужками. Кінець черевця дуже витягнутий, на ньому розташовані чотири гачкоподібні щетинки, по дві з боків.

## Екологія
Біологія така сама, і шкоди завдає майже такої самої як і розанова листокрутка. На відміну від останньої гусениці строкато-золотистої листокрутки скручують листя поперек головної жилки.